# Fred Perry (marca)
Fred Perry és una marca de roba esportiva de luxe del Regne Unit fundada l'any 1952 pel tennista Fred Perry i el futbolista Tibby Wegner. La seu es troba a Londres i està dirigida per John Flynn.

## Història
A finals de la dècada de 1940, Fred Perry va unir forces amb el futbolista austríac Tibby Wegner i es donen a conèixer amb la invenció de la canellera altament absorbent, un enginyós accessori adoptat posteriorment per molts tennistes per protegir la raqueta de la transpiració. Anys després, el 1952, van llançar la marca Fred Perry, començant per fabricar roba especialment dissenyada per a jugar a tennis. Des dels seus inicis, el logotip fon un llorer en corona triomfal, brodat sobre les peces. És el mateix logotip de l'elitista All England Club, que a la dècada del 1930 no va honorar a Fred Perry com a la resta de campions de Wimbledon pel seu origen humil.
Entre els primers productes, va ser especialment reeixit el polo llis, que llavors no tenia bandes de colors, el model M3. La peça un èxit immediat pel fet que la vestira el propi Fred, com pel fet de ser més ajustada que els polos de tennis tradicionals, per la qual cosa era més còmoda per a fer esport. El polo, que prompte es modificaria per a lluir les tradicionals bandes de colors en el coll i les mànigues, el model M12, és un dels seus productes més recognoscibles. L'èxit de la marca en el tennis va ser tal que més del 90% dels tennistes en les dècades del 1950 i 1960 lluïen la seua roba. Els campions de l'època tenien les seues inicials brodades baix el logo de Fred Perry en el costat del cor.
Fora del món de l'esport, el polo de Fred Perry es va convertir en una de les peces favorites de celebritats com John F. Kennedy o Amy Winehouse.
En la dècada del 1980, la marca va patir moltes pèrdues a causa de la falsificació, passant a les mans de diversos inversors. El 1995, fon adquirida per Hit Union4, un grup tèxtil del Japó, que també col·labora amb la marca de roba esportiva Puma, aconseguint introduir-se als mercats asiàtics.
Als anys 2000, un dels principals tennistes que vestia la marca per als Gran eslam, va ser el tennista britànic Andy Murray.

## Productes
La marca té els polos com a indumentària més recognoscible, especialment els models M12 i M3800. També realitza altres peces esportives com sabatilles d'esport, i posteriorment la gamma es va anar ampliant arribant a fer línies per al dia a dia. Compta amb col·laboracions amb dissenyadors com Raf Simons, Margaret Howell o amb la Amy Winehouse Foundation entre d'altres.

## Apropiació cultural
En la dècada de 1960, els polos i samarretes de Fred Perry es van convertir en l'emblema dels mods anglesos, en ser lluïts per grups com The Kinks o The Who, així com els seguidors de l'ska, el rocksteady i els rude boys. Entre els motius de la popularitat hi havia que eren prendes distingides però relativament assequibles.
Des de la dècada del 1970, Fred Perry va atraure l'atenció de tribus urbanes com els skinheads, hereus dels mods, així com dels hooligans. La vinculació de la marca amb els aficionats al futbol sorgeix a la dècada del 1960, quan amb l'aparició dels polos amb la twin tip els aficionats demanen prendes amb els colors del seu equip. El més reeixit fon el polo blanc amb franges granat i blau cel, colors del West Ham United.
Els polos de Fred Perry es van començar a ser particularment apreciats pels moviments radicals, tant pels activistes antifeixistes com pels de l'extrema dreta, els últims atrets principalment el logotip, que reflecteix un simbolisme que associen al poder i imperialisme, a pesar que en els seus inicis, els primers que van adoptar la marca, fora dels terrenys de joc, van ser les joventuts de classe obrera britànica en plena postguerra.
En la dècada del 1990, va donar un canvi radical, tornant-se una prenda d'ús casual i arribant a ser adoptada per col·lectius LGBT, especialment notori al barri de Marais de París, conegut per les botigues de moda i per una creixent presència gai des de la dècada del 1980. També hi ha tingut popularitat entre l'escena dels óssos.
El 2019, arran de l'apropiació per part del grup d'extrema dreta Proud Boys, com a part de la seua uniformització, del polo de color negre amb bandes grogues, la marca va publicar un comunicat per negar qualsevol afiliació, i desmarcant-se del grup. La direcció va prendre la decisió de deixar de vendre el polo negre a bandes grogues als Estats Units i el Canadà fins que es deixe d'associar com l'uniforme dels Proud Boys.